# الدوري المقدوني لكرة اليد
الدوري المقدوني لكرة اليد (Македонска Ракометна Супер Лига) هو الدوري الرئيسي لكرة اليد للمحترفين في جمهورية مقدونيا. يدار من قبل اتحاد كرة اليد المقدوني. تأسس في سنة 1992، ويتكون حاليا من قبل 12 فريقا. يعتبر نادي فاردار لكرة اليد هو الأكثر تتويجا بـ 10 لقبا.